# Протасий Фёдорович
Протасий (? — после 1332 года) — боярин, московский тысяцкий, один из ближайших сподвижников Ивана I Калиты, основатель рода Вельяминовых.
Известен участием в решении хозяйственных вопросов Московского княжества. В некоторых источниках именуется как «старейшина градский».

## Упоминания о деятельности
В «Житии митрополита Петра», написанном в 1327 году, Протасий упоминается как порученец, доверенное лицо, душеприказчик с весьма лестными характеристиками:

«призва единаго от велможь, иже бѣ устроенъ стареишина граду, нарицаемыи именемь Протасеи, сеи бѣ на нищая милостивъ и милосердъ сердцемъ».
Там же следует наказ по сохранению мира в жизни княжеской семьи, что указывает на вероятность влияния Протасия в княжеском доме и княжеском окружении.

И рече ему: «О, чадо, миръ подаи же благовѣрному князю и всему дому его, и тобѣ миръ».
Протасию поручается часть митрополичьей казны, то ли мешок, то ли коробка с ценностями, что говорит о большом доверии:

«И вда ему влагалище, еже на устроение церкви и на поминание своея памяти, и прочая домыцерковныя приказа».
Речь о поминках, о завершении строительства собора Успения в московском Кремле (Пётр был инициатором строительства и похоронен там), и об опеке церковного хозяйства.
Ещё одно упоминание Протасия существует у Епифания Премудрого в «Житии Сергия Радонежского», в контексте переселения родни Сергия из Ростова в пределы Московской земли, а именно в Радонеж, в 1332 году.

«Онисима же глаголют с Протасием тысяцкым пришедша [въ] тую же весь, глаголемую Радонѣжь… А намѣстника постави (великий князь. — В. К.) въ ней Терентиа Ртища, и лготу людем многу дарова».
Некоторые исследователи трактуют этот фрагмент, как момент переезда Протасия из Ростова в Москву, но такой вывод не согласуется с более ранним упоминанием Протасия в завещании митрополита Петра.
Историк В. А. Кучкин допускает, что Протасий выступает и здесь в роли организатора княжьих служб в Радонеже.

«Епифаний Премудрый неслучайно пишет о многих льготах и великих „ослабах“, которые предоставил и обещал  предоставить радонежским новопоселенцам Иван Калита. При этом князь должен был действовать через своих доверенных лиц: тысяцкого Протасия и наместника Терентия Ртища. Роль первого сводилась, по-видимому, к отбору т. н. служних людей для княжеского хозяйства и контролю над ними».

## Вопрос времени жизни
Из летописной редакции родословных книг следует, что Протасий сопровождал в Москву из Владимира малолетнего князя Даниила Александровича. Это могло произойти в период от смерти Даниилова отца — Александра Невского в 1263 году до смерти Даниилова дяди и опекуна Ярослава Ярославича в 1271 году. А смерть Протасия могла произойти не ранее 1332 года, так как под этим годом он ещё упоминается в «Житии Сергия Радонежского». Следовательно, активная деятельность должна включать 61 год, что вызывает сомнения у исследователей. Так В. А. Кучкин пишет:

«Получается определённое несоответствие: один представитель рода Вельяминовых действует на протяжении по меньшей мере 61 года, а три — в течение всего 42 лет. Это дает основание полагать, что указание в Летописной редакции родословных книг на Протасия, как выехавшего из Владимира в Москву вместе с князем Даниилом, является неточным»
Есть сведения, что умер Протасий в 1341 году, но они не подтверждены.

## Проблема предков
Одна из версий о предках Протасия (по С. И. Воронцову-Вельяминову) базируется на данных из Киево-Печерского патерика и исследований Г.-З. Байера.
По этой версии род Протасия выводится от шведа Олафа I, внук которого Шимон служил у Ярослава Мудрого. Сын Шимона, Георгий (Юрий) был воспитателем Юрия Долгорукого в Суздале, а Георгий является прадедом Протасия. Оценка родословной не вполне достоверна в связи с тем, что за период с прихода Шимона (1027 год) и до упоминаний о Протасии (1327 год) сменились только 5 поколений.

## Проблема потомков
Данные о потомках разнятся. В редакции летописных родословных книг упоминаются сыновья Протасия и его отец.

А у Федора сын Протасей, приехал из Володимера с великим князем Данилом, да был у великого князя Ивана Даниловича тысетцкой. А у Протасья сын Василей тысетцкой, а другой Федор Воронец, третей Тимофей окольничей, четвертой Юрьи Грунка.
По сведениям родословной книги Вельяминовых-Воронцовых у Протасия один сын, Василий.

У великого князя у Ивана у Даниловича был боярин Протасей, в Петрове житии чюдотворцове написан. А у Протасья один был сын Василей Протасьевич. А у Василья 4 сыны: первой Василей Васильевич, а был тысятцкой; другой сын Федор Воронец, а третей Тимофей, окольничей, четвертой Юрьи Грунка, от того Вельяминовы.
|              |              |              |              |                |                |                |                |                |                |                |                |                |                |               |               | Протасий Фёдорович (после 1332) |               |          |          |                      |                      |                      |                      |                      |                      |  |  |             |             |             |             |             |             |  |  |  |  |  |  |  |  |
|              |              |              |              |                |                |                |                |                |                |                |                |                |                |               |               |                                 |               |          |          |                      |                      |                      |                      |                      |                      |  |  |             |             |             |             |             |             |  |  |  |  |  |  |  |  |
|              |              |              |              |                |                |                |                |                |                |                |                |                |                |               |               | Василий Взолмень (1356)         |               |          |          |                      |                      |                      |                      |                      |                      |  |  |             |             |             |             |             |             |  |  |  |  |  |  |  |  |
|              |              |              |              |                |                |                |                |                |                |                |                |                |                |               |               |                                 |               |          |          |                      |                      |                      |                      |                      |                      |  |  |             |             |             |             |             |             |  |  |  |  |  |  |  |  |
|              |              |              |              |                |                |                |                |                |                |                |                |                |                |               |               |                                 |               |          |          |                      |                      |                      |                      |                      |                      |  |  |             |             |             |             |             |             |  |  |  |  |  |  |  |  |
|              |              |              |              | Василий (1374) | Василий (1374) | Василий (1374) | Василий (1374) | Василий (1374) | Василий (1374) |                |                | Фёдор Воронец  | Фёдор Воронец  | Фёдор Воронец | Фёдор Воронец | Фёдор Воронец                   | Фёдор Воронец |          |          | Тимофей (после 1389) | Тимофей (после 1389) | Тимофей (после 1389) | Тимофей (после 1389) | Тимофей (после 1389) | Тимофей (после 1389) |  |  | Юрий Грунка | Юрий Грунка | Юрий Грунка | Юрий Грунка | Юрий Грунка | Юрий Грунка |  |  |  |  |  |  |  |  |
|              |              |              |              | Василий (1374) | Василий (1374) | Василий (1374) | Василий (1374) | Василий (1374) | Василий (1374) |                |                | Фёдор Воронец  | Фёдор Воронец  | Фёдор Воронец | Фёдор Воронец | Фёдор Воронец                   | Фёдор Воронец |          |          | Тимофей (после 1389) | Тимофей (после 1389) | Тимофей (после 1389) | Тимофей (после 1389) | Тимофей (после 1389) | Тимофей (после 1389) |  |  | Юрий Грунка | Юрий Грунка | Юрий Грунка | Юрий Грунка | Юрий Грунка | Юрий Грунка |  |  |  |  |  |  |  |  |
|              |              |              |              |                |                |                |                |                |                |                |                |                |                |               |               |                                 |               |          |          |                      |                      |                      |                      |                      |                      |  |  |             |             |             |             |             |             |  |  |  |  |  |  |  |  |
| Иван (1378†) | Иван (1378†) | Иван (1378†) | Иван (1378†) | Иван (1378†)   | Иван (1378†)   |                |                | Микула (1380†) | Микула (1380†) | Микула (1380†) | Микула (1380†) | Микула (1380†) | Микула (1380†) |               |               | Полиевкт                        | Полиевкт      | Полиевкт | Полиевкт | Полиевкт             | Полиевкт             |                      |                      |                      |                      |  |  |             |             |             |             |             |             |  |  |  |  |  |  |  |  |

## В культуре
Протасий стал одним из персонажей романов Дмитрия Балашова «Младший сын», «Великий стол» и «Симеон Гордый» из цикла «Государи Московские».